# Hellgebänderter Steinspanner
Der Hellgebänderte Steinspanner (Charissa pullata) ist ein Schmetterling aus der Familie der Spanner (Geometridae).

## Merkmale
Die Falter erreichen eine Flügelspannweite von 29 bis 39 Millimeter. Die Färbung der Flügel ist variabel und reicht von gräulich weiß, hell beigegrau bis schwärzlich grau. Sie sind mit dunklen Schuppen gesprenkelt. Am Saum befindet sich eine Reihe kleiner schwarzer Punkte. Die Querlinien sind zu graubraunen Punkten reduziert, die an der Costalader dicker und dunkler sind. Die diskalen Augenflecken sind variabel entwickelt. Der Flügelaußenrand der Hinterflügel ist wellenförmig. Die Flügelunterseiten sind bräunlich grau. Bei den  Weibchen ist der vordere Teil des Kopfes braun, der Scheitel ist weiß. Die Färbung, Linienzeichnung und Dichte der Bestäubung sind variabel.
Die Raupe ist braun und erreicht eine Länge von bis zu 25 Millimeter. Sie besitzt eine durchgehende gelbe Zeichnung auf dem Rücken und seitlich angrenzende dunkle schräge Striche. Die Seitenlinie ist oben schwarz und unten weiß. Auf dem 11. Segment befinden sich zwei spitze Höcker.

### Ähnliche Arten
Auffälligstes Unterscheidungsmerkmal zu den sehr ähnlichen Arten Schwarzlinien-Steinspanner (Charissa intermedia) und Grüngraugebänderter Felsen-Steinspanner (Charissa glaucinaria) sind die hellen Binden auf den Flügelunterseiten:
- Bei Ch. glaucinaria sind diese relativ breit, aber unscharf begrenzt,
- bei Ch. intermedia sind sie ebenfalls breit, jedoch sehr kontrastreich begrenzt,
- bei Ch. pullata sind die Binden deutlich schmaler.

## Verbreitung
Das Verbreitungsgebiet des Hellgebänderten Steinspanners reicht von Polen im Norden bis nach Griechenland im Süden. Im Westen kommt die Art in Spanien und in Frankreich vor, dort vor allem in bergigen Regionen wie den Vogesen, dem Zentralmassiv, im Jura und den Alpen; auch in den Départements Saône-et-Loire, Côte-d’Or, Ain, Haute-Saône und Lot. Das Areal erstreckt sich über Mittel- und Südeuropa bis Rumänien im Osten. Auf Korsika fehlt die Art. In Deutschland kommt sie im Norden bis zum Rand der Mittelgebirge vor.
Die Art besiedelt gebirgiges Gelände und felsige Schluchten mit Geröllhalden und Steilhängen. Sie bevorzugt sonnige und xerotherme Lebensräume. In der Schweiz steigt die Art bis in 1800 Meter Höhe.

## Biologie
Die Raupen leben polyphag und entwickeln sich an verschiedenen Pflanzen:
- Mauerraute (Asplenium ruta-muraria)
- Rote Heckenkirsche (Lonicera xylosteum)
- Himbeere (Rubus idaeus)
- Besenginster (Sarothamnus scoparius)
- Breitblättriger Thymian (Thymus pulegioides)
- Berg-Kronwicke (Coronilla coronata)
- Gewöhnlicher Flügelginster (Chamaespartium sagittale)
- Wegerichen (Plantago)
- Weiße Fetthenne (Sedum album)
- Berg-Gamander (Teucrium montanum)
- Kriechendes Gipskraut (Gypsophila repens)
- Felsen-Fetthenne (Sedum rupestre)
- Berg-Gamander (Teucrium montanum)
- Dost (Origanum)
- Schwarzwerdender Geißklee (Cytisus nigricans)
- Heidelbeere (Vaccinium myrtillus)
- Baldrian (Valeriana)

Regional wird die Mauerraute bevorzugt. Die Raupen sind nachtaktiv und ruhen tagsüber zwischen den Stängeln der Nahrungspflanze oder in Felsritzen. Die Raupe überwintert. Der Hellgebänderte Steinspanner kommt mittlerweile nur noch vereinzelt vor. Er fliegt in Mitteleuropa in einer Generation von Mitte Juni bis Mitte August. Die Falter sind nachtaktiv und kommen ans Licht, gelegentlich auch an Köder.

## Systematik
Aus der Literatur sind folgende Unterarten bekannt:.
- Charissa pullata pullata (Denis & Schiffermüller, 1775)
- Charissa pullata albarinata (Millière, 1859)
- Charissa pullata confertata (Staudinger, 1871)
- Charissa pullata impectinata (Guenée, [1858])
- Charissa pullata kovacsi (Voinits, 1967)
- Charissa pullata nubilata (Fuchs, 1872)

## Gefährdung
Der Hellgebänderte Steinspanner wird in Deutschland auf der Roten Liste gefährdeter Arten in der Kategorie 3 („gefährdet“) geführt. In Österreich ist die Art nicht gefährdet.